# Вінниця (монітор)
«Вінниця» — радянський річковий монітор, один з чотирьох типу «Житомир» Пінської військової флотилії, колишній польський «Торунь» (пол. ORP Toruń).

## Історія служби
Як і три інших монітора даного типу, «Вінницю» збудували в Гданську на верфі Danziger Werft. На той час польсько-німецькі взаємини були напруженими, тому на підприємстві зі сторони робітників-німців траплялись випадки саботажу та браку. 10 грудня 1920 року під назвою «Мозир» монітор увійшов до складу річкової флотилії ВМС Польщі. Але оскільки місто Мозир після радянсько-польської війни 1920-21 рр. залишилося у складі Білоруської РСР, монітор «Мозир» перейменували у «Торунь».

Близько 1935 року по бортах розташували причіпні поплавки-булі, що зменшили осадку до 0,6 м. Двома роками пізніше було здійснено заміну двигунів та внесено низку незначних конструктивних змін. Екіпаж покинув власний монітор непошкодженим 17 вересня 1939 року на річці Прип'ять, коли до району базування наблизилася Червона Армія.

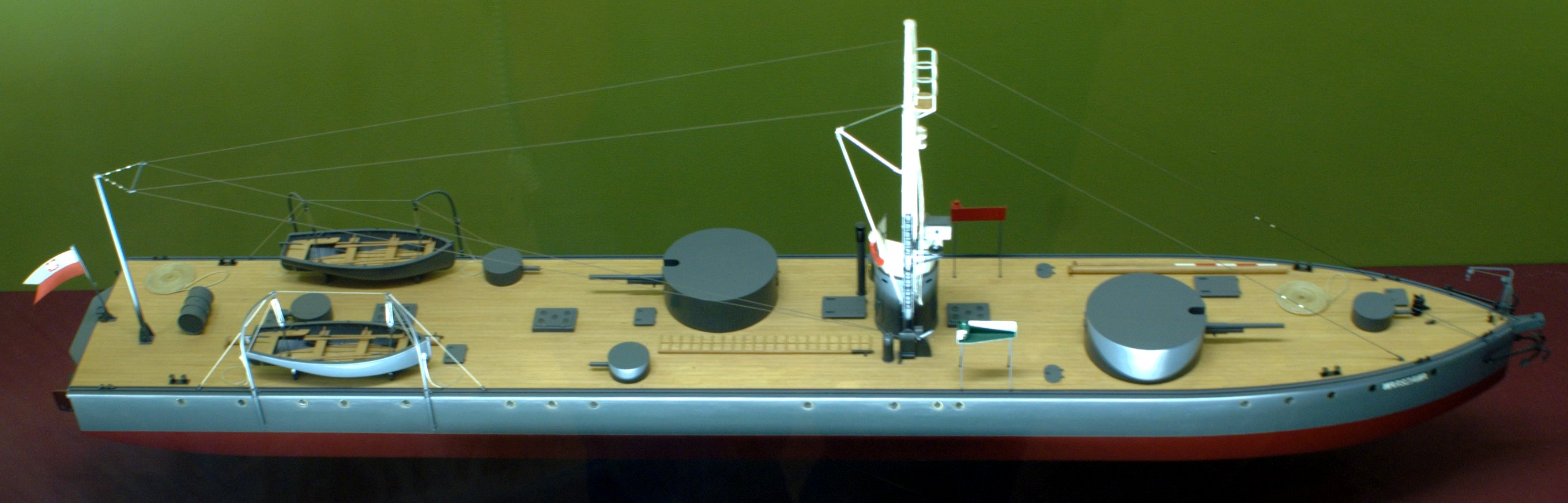
Модель однотипного монітора «Вітебськ» (колишній «Варшава»)

У жовтні 1939 року корабель відвели до Києва. Там вже 24 жовтня монітор під новою назвою «Вінниця» увійшов до складу Дніпровської, а згодом, 17 липня 1940 року, до Пінської військової флотилії. Командиром монітора став старший лейтенант Б. А. Юшин.
Початок бойових дій війни «Вінниця» зустріла у складі дивізіону моніторів Пінської військової флотилії (ПВФ) у Пінську. Монітор отримав наказ з декількома іншими кораблями флотилії вийти до Берестя по Дніпровсько-Бузькому каналу. Але вже 23 червня він знову повернувся до Пінська, знаходячись на Прип'яті. З 11 липня «Вінниця» входила до складу Березинського загону річкових кораблів, діяла відповідно на Березині.
13-14 липня «Вінниця» разом з двома іншими однотипними моніторами «Вітебськ» та «Житомир» базувалась неподалік містечка Шатілки з метою підтримки контрудару 21-ї армії. Тоді ж трапився помилковий обстріл радянських кораблів з боку польової артилерії. Екіпаж «Житомира» зазнав втрат, а саме судно отримало пошкодження. 15 липня корабель взяв участь у невдалій десантній операції біля села Стасівки, де потрапив під артилерійський обстріл німців, внаслідок чого сів на мілину. На «Вінниці» було пошкоджене керування, вбито чотири члени екіпажу та двох поранено. Увечері проводилися спроби зняти монітор з мілини. Біля 23 години ворожа важка батарея знову обстріляла «Вінницю». О 00:20 16 липня командир монітора ухвалив рішення підірвати корабель, оскільки спроби зняти судно з мілини виявились невдалими. Сам екіпаж відійшов до села Паричи, забравши своїх вбитих товаришів.
Деякі історики помилково вважають датою загибелі монітора «Вінниця» 13 липня та приводять наступні архівні документи на підтвердження своєї теорії:
|  | На засіданні 13 липня 1941 р. в Паричах командир 487 стрілецького полку майор Гончарик дав наказ керувати операцією командиру батальйону Рябікову, «якого у присутності комісара полку Пелюшенюка ... та інших командирів попередив та проінструктуював, що операція буде проводитися разом з Пінською флотилією та партизанським загоном, ... надав Рябікову вказівку проінформувати весь особовий та командний склад, який буде брати участь в операції». В район с. Нова Білиця відіслано батарею під командуванням молодшого лейтенанта Ломакіна, якого Рябіков забув проінформувати про спільні дії з Пінською флотилією. «Ломакін, примітив замасковані башти кораблів, — говориться далі у доповідній записці, — прийняв їх за німецькі танки та відкрив вогонь» […] «Флотилією, — говориться далі у документі під грифом «цілком таємно», — відкрито вогонь у відповідь по батареї, іншим частинам 487 стрілецького полку та загону Миклашевича, що знаходився на березі. Унаслідок стрілянини з команди флотилії 5 осіб вбито та 5 осіб поранено... У щоденнику Річицького партизанського загону А. Б. Миклашевича є запис від 13 липня 1941 р., у якому говориться, що сталася артилерійська перестрілка між підрозділами Червоної Армії та кораблями Пінської флотилії, унаслідок якої загинули партизани Мороз та Петро Іванович Пацеєнко. Додається, що внаслідок обстрілу втрачено бойового корабля. |

Втім, дані описи відносяться до помилкового обстрілу монітора «Житомир». 26 липня «Вітебськ» вивели із списків кораблів ВМФ.